# Шевоше

Английские рейды в начале Столетней войны
Ключевые сражения
Шевоше Эдуарда III в 1339
Шевоше Эдуарда III (1346)
Шевоше Чёрного Принца (1355)
Шевоше Ланкастера (1356)
Шевоше Чёрного Принца (1356)
Шевоше Эдуарда III (1359—1360)

Шевоше (фр. chevauchée — поездка или атака верхом) — опустошительные рейды во время Столетней войны, предпринимавшиеся англичанами вглубь французской территории. Как правило, носили ожесточённый характер: местное население подвергалось насилию и истреблению, уничтожались продовольствие, урожай, личное имущество, дома. Особенно сильно во время шевоше страдала сельская местность. Разорительные набеги, которые при этом тщательно планировались, преследовали три цели: устрашение врага, уничтожение ресурсов и производительных сил, грабёж (являвшийся часто формой оплаты английским солдатам). Шевоше осуществлялись небольшими отрядами — от нескольких десятков до тысячи человек. В состав карательного корпуса входили конные лучники и сержанты, рыцари. Очень часто экспедиционное подразделение перемещалось верхом с целью стремительного и неожиданного появления в пределах различных французских земель.
Шевоше успешно противостоял король Франции Карл V Мудрый, используя тактику выжженной земли, разрушая недвижимость и уводя население с предполагаемых территорий рейда в более защищённые места. В результате отряды противника передвигались уже по разорённой местности, не имея возможности пополнить провиант или обогатиться каким-либо имуществом.